# Chiesa di Maria Vergine Assunta (Cervere)
La chiesa di Maria Vergine Assunta è la parrocchiale di Cervere, in provincia di Cuneo e diocesi di Cuneo-Fossano; fa parte della zona pastorale nord-est.

## Storia
Anticamente Cervere era compresa nella diocesi di Asti, per poi passare nel XII secolo all'arcidiocesi di Torino, mentre nel 1592 fu aggregata alla neo-costituita diocesi di Fossano.
Nel 1608 venne costruita la nuova parrocchiale di Cervere in sostituzione dell'antico luogo di culto, demolito per far posto all'oratorio della confraternita della Santa Croce.
I lavori di rifacimento della chiesa iniziarono nel 1926; l'edificio, che andò a inglobare due cappelle della precedente struttura, venne portato a termine e consacrato l'anno seguente dal vescovo di Fossano e Cuneo Quirico Travaini.
Nel 1997 la parrocchiale fu adeguata alle norme postconciliari mediante l'aggiunta dell'altare rivolto verso l'assemblea, mentre nel 2012 si procedette al restauro e al risanamento di alcune parti dell'edificio.

## Descrizione

### Esterno
La simmetrica facciata a salienti della chiesa, rivolta a settentrione e rivestita di mattoni a faccia vista, è scandita da lesene e presenta al centro il portale d'ingresso, protetto dal protiro sostenuto da colonnine, e il rosone in finto travertino, mentre le due ali laterali sono caratterizzate da monofore; sotto la linea degli spioventi corrono una fila di archetti pensili e di loggette.
I prospetti laterali dell'edificio sono intonacati, ma scanditi da lesene in mattoni; non è presente la torre campanaria.

### Interno
L'interno dell'edificio è suddiviso in tre navate da pilastri, sorreggenti degli archi a tutto sesto e abbloti da semicolonne sorreggenti le volte; al termine dell'aula si sviluppa il presbiterio, rialzato di alcuni gradini e chiuso dall'abside di forma pentagonale.
Qui sono conservate diverse opere di pregio, tra le quali l'altare maggiore, costruito nel 1720, gli affreschi raffiguranti l'Assunzione della Vergine al Cielo, i Quattro Evangelisti, l'Ultima Cena, Gesù fra i pargoli e la Risurrezione, dipinti da Mario Micheletti, autore pure della Via Crucis.